# Serialismo
Per serialismo, serialità si intende una tecnica compositiva che preordina in successioni stabilite, dette serie, uno o più parametri musicali (altezza, durata, intensità, timbro).
Il serialismo ha le sue radici nella crisi del sistema tonale all'inizio del XX secolo e trova la sua prima compiuta espressione nella dodecafonia, o "sistema di composizione con dodici note", teorizzato da Josef Matthias Hauer e Arnold Schönberg. Secondo il metodo di Schönberg, il brano è costruito su una successione preordinata della scala cromatica (serie): ognuno dei 12 suoni deve comparire una volta e una sola, per evitare che un suono ripetuto possa assumere una posizione predominante. La serie può essere divisa in gruppi (ad es. 3 gruppi di 4 note) e le "mini-serie" così ottenute possono essere impiegate alla stregua dei temi della forma-sonata, oppure nella formazione del tessuto polifonico.
Il metodo dodecafonico proposto da Schönberg fu applicato in differenti maniere da vari compositori. Tuttavia, sia Schönberg che il suo allievo Alban Berg non ruppero completamente con la tradizione. Solo Anton Webern cominciò a utilizzare senza compromessi la serialità dodecafonica. Questo compositore divenne modello di riferimento in particolare durante i corsi estivi di Darmstadt, frequentati da Stockhausen, Ligeti, Berio, Pousseur, Nono e altri compositori, musicologi e interpreti. Con Olivier Messiaen si era assistito al primo tentativo di applicare la serie, oltre che alle note della scala cromatica, alle altezze, alla dinamica e altri parametri musicali. Con Pierre Boulez e allievi ebbe inizio una fase definita post-webernismo o serialismo integrale.
Il termine "serialismo" non va confuso con "dodecafonia", dato che è possibile creare musica seriale anche entro i sistemi modale o tonale.